# Braojos de la Sierra
Braojos es un municipio de España perteneciente a la Comunidad de Madrid. Está incluido en el área de influencia del puerto de Somosierra, paso tradicional del llamado "Camino de Francia", y en su término está también el puerto de Arcones. En 2017 contaba con una población de 200 habitantes.

## Geografía

### Flora

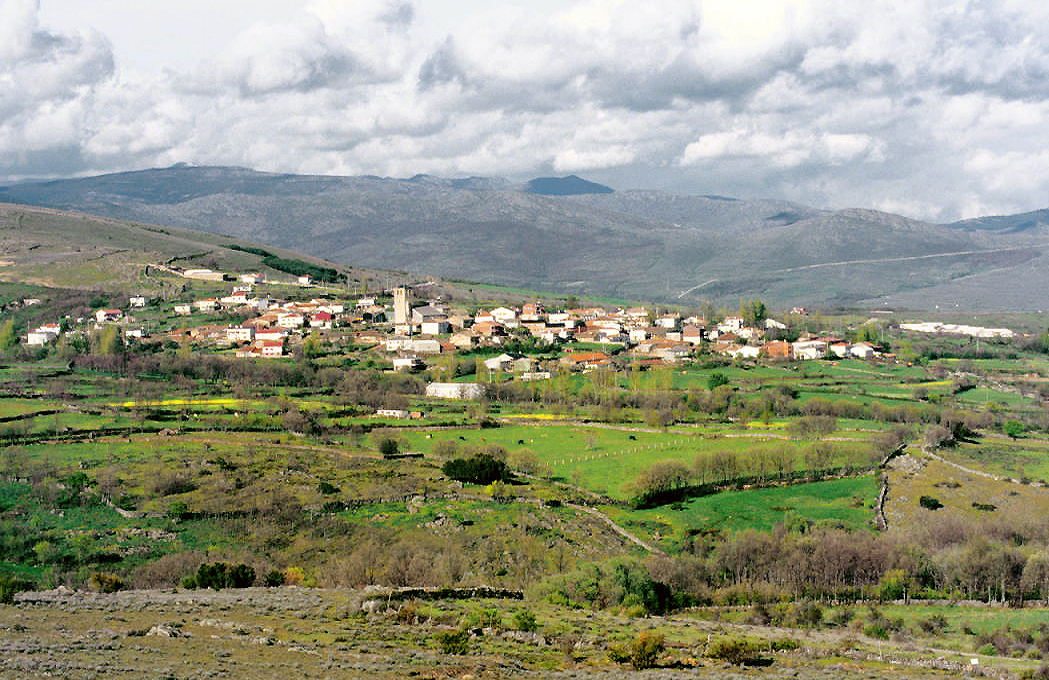
Vista de la localidad y su entorno

El entorno natural del municipio de Braojos se divide en tres tipos de paisaje, y aunque los tres poseen una vegetación autóctona similar (robles, fresnos...), cada uno se diferencia por su utilización y por una flora y fauna propia. Así, en los alrededores del pueblo, se encuentran olmos, robustos robles, fresnos y ciruelos formando setos que limitan prados, linares y pequeños huertos familiares. Junto con las salgueras, endrinos, zarzamoras y nogales constituyen la vegetación más representativa de las cercanías de Braojos.

### Fauna
En cuanto a la fauna de esta zona, fácilmente se ven mirlos, estorninos y golondrinas. Los más pacientes pueden también observar aves como la oropéndola, que construye su nido en lo más alto de los grandes álamos, o la cigüeña blanca. Mamíferos, nocturnos en su mayoría, viven y cruzan estos prados, como la diminuta musaraña, los erizos y otros ya no tan pequeños como conejos y zorros. También por la noche es posible escuchar los peculiares sonidos de las lechuzas y de otras rapaces nocturnas. También jabalíes.

## Historia
Se desconoce el origen de Braojos, aunque algunos historiadores apuntan la posibilidad de que fuera una fundación celta debido al prefijo bra-, que significaba broza de árboles. No obstante, parece más probable ser un núcleo fundado tras la Reconquista. El primer asentamiento, no documentado hasta la Edad Media, fue realizado por pastores y alrededor de él se organizaron pequeñas terrazas de cultivos quedando el resto del territorio dedicado a pastos comunales. El interior del núcleo presentaba una disposición dispersa, combinando viviendas con pajares y cuadras y espacios abiertos para el cultivo. Los restos arquitectónicos de la época son de un estilo románico rural.
El lugar donde se asienta hoy Braojos pasó a formar parte de la Comunidad de Villa y Tierra de Buitrago desde el 18 de julio de 1096, cuando el rey Alfonso VI de León asignó términos a esta población. Es por ello que se regía según las ordenanzas de la mancomunidad, aunque Braojos llegó a tener ordenanzas propias. Fue además cabecera de uno de los siete cuartos en los que se dividía la tierra de Buitrago. De él dependían Navarredonda, Pinilla de Buitrago, Villavieja del Lozoya y La Serna del Monte. La tierra de Buitrago y su jurisdicción pasaron a formar parte del señorío de los Mendoza (más tarde Duques del Infantado) en tiempos de Pedro González de Mendoza. Por este motivo formó parte de la provincia de Guadalajara, hasta su inclusión definitiva en la de Madrid en 1833. En el siglo XVI formaban un solo concejo los pueblos de Braojos, La Serna del Monte y el actualmente desaparecido de Ventosilla.
Durante toda la Edad Moderna, Braojos experimentó un crecimiento equilibrado y notable. A la ganadería local, dominada por un pequeño número de grandes propietarios se añadían las necesidades de los ganados trashumantes que en un gran número atravesaban el término. La agricultura, limitada por el conflicto de usos, se centraba en el centeno, el trigo y el lino, que dio origen a una artesanía de obraje de paños.

## Demografía
Cuenta con una población de 219 habitantes (INE 2024).
| Gráfica de evolución demográfica de Braojos entre 1842 y 2021                                                         |
| |
| Población de derecho según los censos de población del INE. Población de hecho según los censos de población del INE. |

## Transporte
Braojos tiene tres líneas de autobús y dos de ellas tienen cabecera en el Intercambiador de Plaza de Castilla. Todas las líneas son operadas por la empresa ALSA y son:
| Línea | Recorrido                                                  |
| ----- | ---------------------------------------------------------- |
| 191   | Braojos - Buitrago del Lozoya - Madrid (Plaza de Castilla) |
| 191A  | Buitrago del Lozoya - Braojos                              |
| 195   | Madrid (Plaza de Castilla) - Braojos                       |

## Economía
Hoy en día Braojos mantiene todavía un marcado carácter rural y la actividad agropecuaria sigue configurando lo esencial de la vida local y de su paisaje, definido por amplias superficies de pastos y cultivos y por la red de caminos de vías pecuarias. Pero un número creciente de familias ha introducido en sus rentas ingresos procedentes de otros sectores como la construcción, el comercio o la hostelería.

## Administración y política
| Periodo   | Nombre                    | Partido |
| --------- | ------------------------- | ------- |
| 1995-1999 | Almudena Negro Konrad     | PP      |
| 2019-2023 | Ricardo José Moreno Picas | PP      |
| 2023-act. | Ricardo José Moreno Picas | PP      |

## Patrimonio

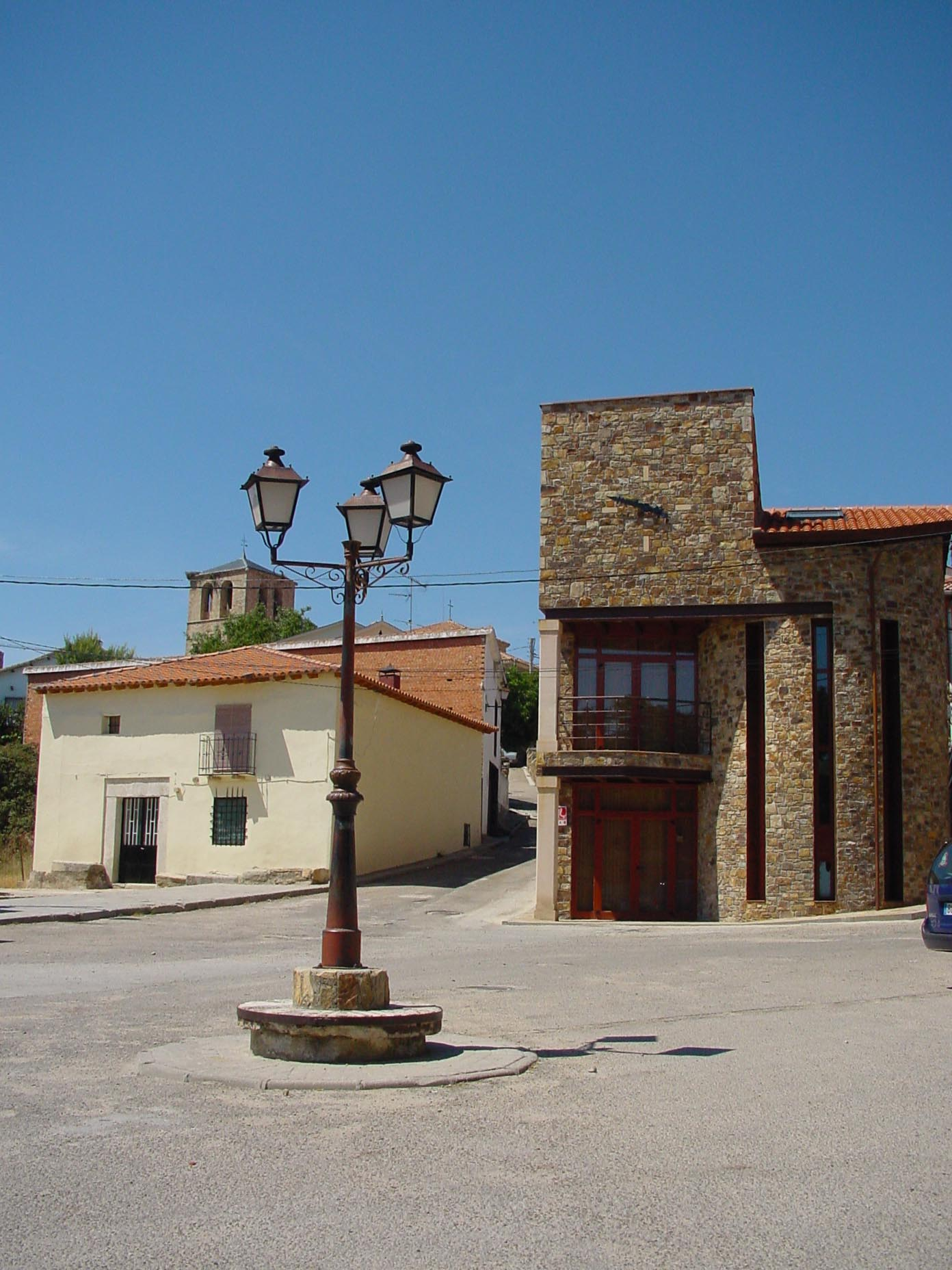
Ayuntamiento y plaza en Braojos

Hacia 1847, Braojos contaba con 114 casas, un palacio del Marqués de Perales y 96 vecinos. Durante toda la Edad Moderna creció de forma espléndida para tratarse de un término de alta montaña dedicado a la ganadería extensiva, debido posiblemente a su situación estratégica. Ello propició la aparición de edificaciones de gran relevancia y singularidad.

### Iglesia de San Vicente Mártir

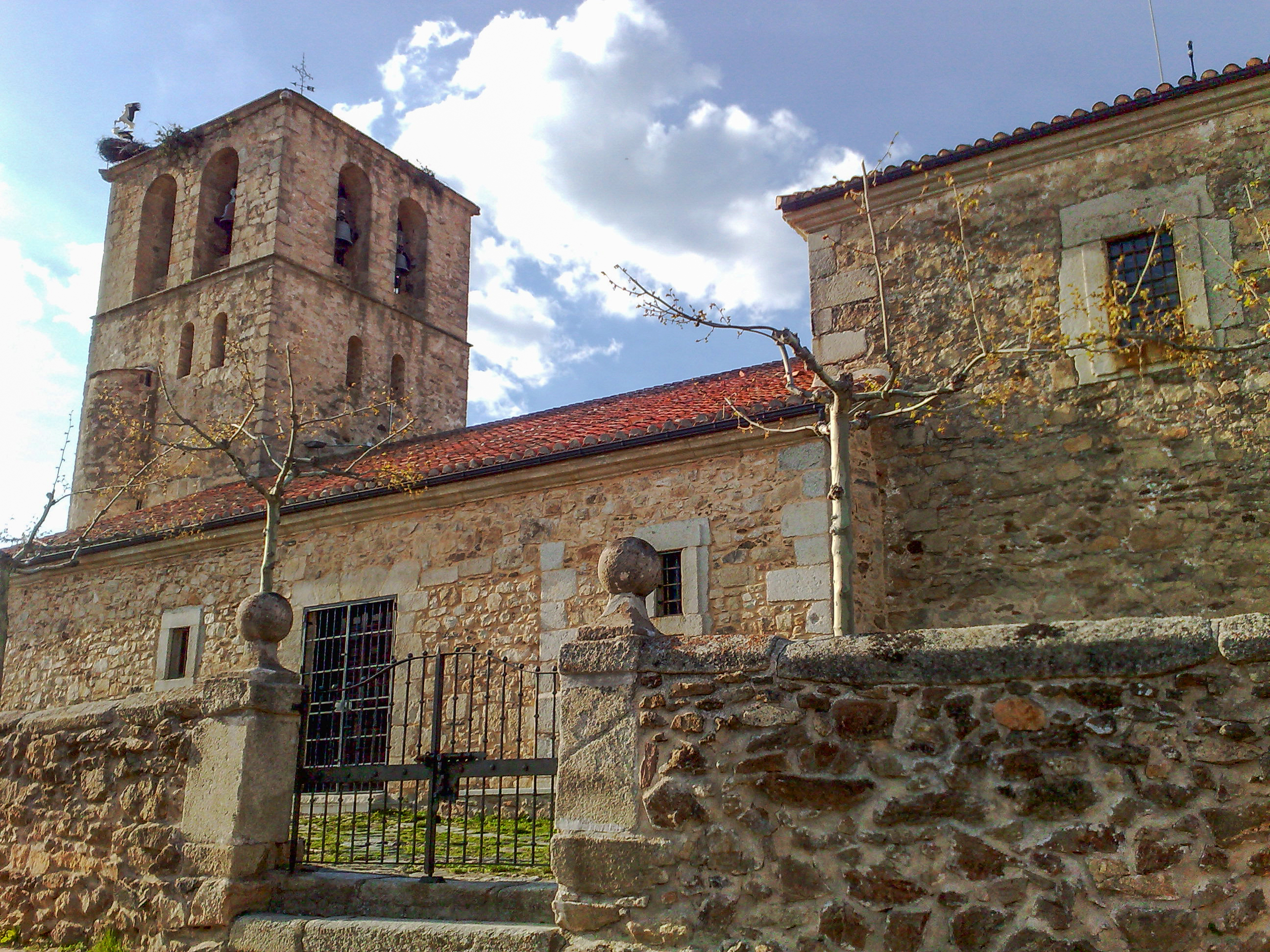
Iglesia de San Vicente Mártir

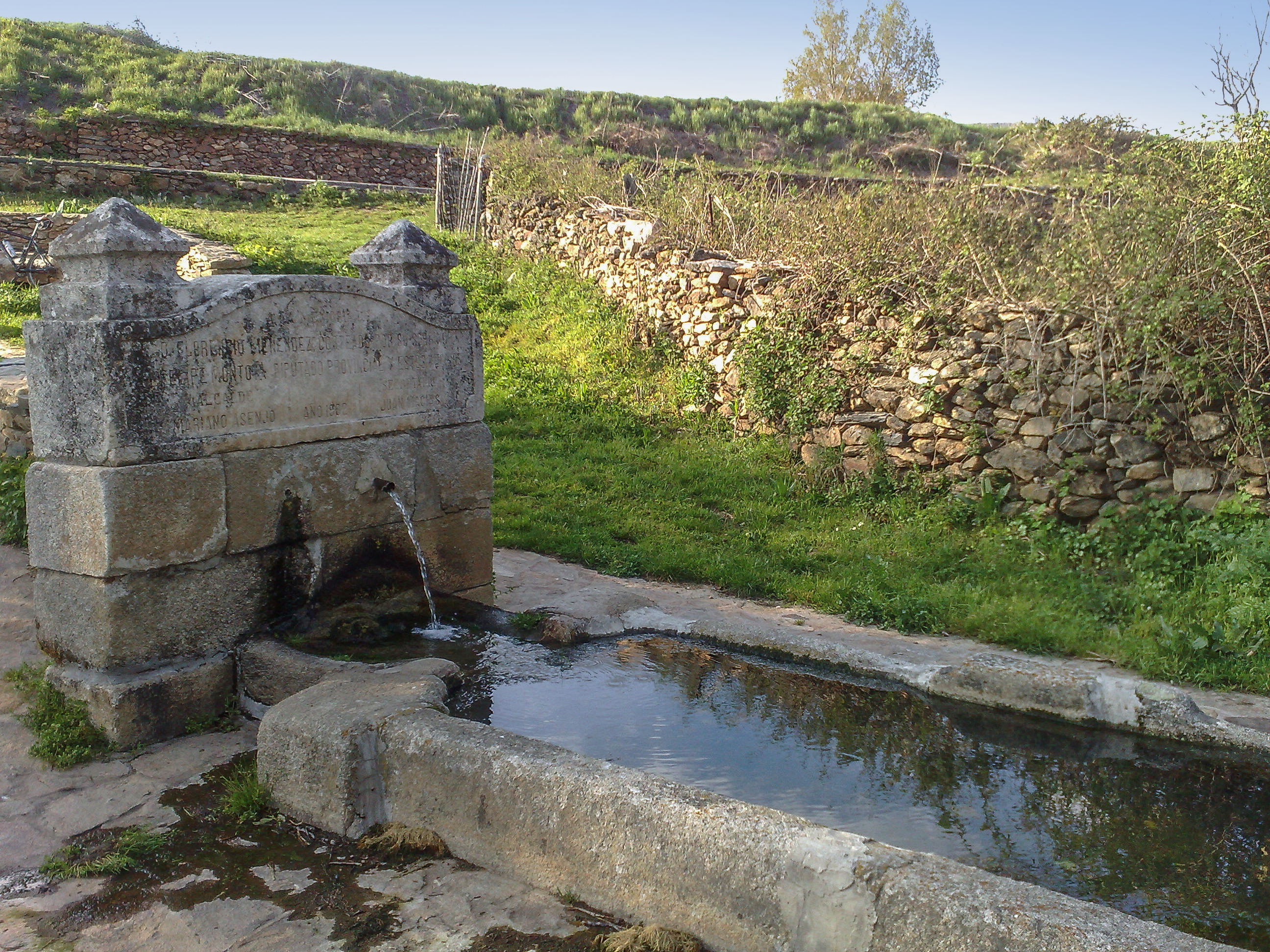
Fuente con abrevadero a la entrada de Braojos

Según consta en los archivos parroquiales la iglesia de San Vicente Mártir, su construcción comenzó en 1601 sobre las ruinas de una torre militar edificada en el siglo XIV. Su construcción duró hasta 1610, aunque fue reedificada en estilo barroco durante el siglo XVII utilizando mampostería de piedra con esquinas de sillares. Presenta una torre gótica original y una planta con forma de cruz latina y dos naves. En su interior se conserva un retablo de 1633 realizado por Gregorio Fernández y dos tablas hispanoflamencas con los apóstoles Juan el Evangelista y Santiago el Mayor relacionadas con el Maestro de los Luna. Situada en el punto más alto del pueblo, en torno a ella se estructura el barrio de arriba, mientras que el de abajo lo hizo en torno a la plaza del Sol, donde se localiza el ayuntamiento.
La torre consta de cuatro plantas. En la inferior está instalada la Capilla del Sagrario y la imagen de Nuestra Señora del Buen Suceso, patrona de la localidad, en una talla del siglo XII desfigurada en la actualidad a causa de una mala restauración en 1950. Esta capilla está cerrada con puertas de roble originales. En la segunda planta se encuentra un pequeño museo en el que destacan las tallas de San Francisco, San Antonio y un Cristo atado a la columna. Además de diversos ornamentos, una de las mejores piezas es un juego de cáliz y custodia del siglo XVII.
La tercera y cuarta planta dan acceso al campanario. En el atrio o espacio bajo coro, se encuentra instalada la pila bautismal del siglo XV. En este atrio se encuentra una imagen de Cristo crucificado del siglo XIV. Entre los años 1985 y 1994 esta iglesia fue restaurada con financiación de la Comunidad de Madrid.

### Ermita del Buen Suceso
En la carretera hacia La Serna del Monte, a un kilómetro de Braojos, se encuentra la ermita del Buen Suceso. Es del siglo XVII y fue rehabilitada en 1985. Tiene planta rectangular de tres naves y está construida en mampostería sobre un zócalo rematado con losetas de piedra. Sobre la cabecera hay un cimborrio rectangular que alberga una cúpula. En el exterior, a los pies, se levanta una pequeña espadaña que sirve de campanario.

### Fuente
Además del potro de herrar y de algunas muestras de arquitectura popular diseminadas por la zona alta, hay en Braojos una fuente monumental con abrevadero, fechada en 1902 y construida por los fundadores del pueblo, antecesores de Sedano, cuyas aguas proceden de un manantial.

## Cultura

### Fiestas y tradiciones
Entre las tradiciones más importantes de toda la comarca, se conserva La Pastorela, una danza que se remonta al siglo XV y que se baila en la iglesia durante la noche de Nochebuena, el día de Navidad, el día de Año Nuevo y el día de Reyes. Se representa con música, canto y baile la ofrenda de los mejores corderos al Niño recién nacido.
Otra costumbre de gran arraigo es la Romería a la ermita del Buen Suceso el 8 de septiembre. En ella, la imagen de la Virgen va en procesión sobre un carro engalanado y flanqueada por jinetes desde la parroquia.